# Ermington
Ermington – wieś i civil parish w Anglii, w Devon, w dystrykcie South Hams. W 2011 civil parish liczyła 824 mieszkańców. Ermington jest wspomniana w Domesday Book (1086) jako Ermentone/Ermentona/Hermentona.